# Lawrence Lambe
Lawrence Morris Lambe (1863 – 1919) è stato un geologo e paleontologo canadese.
Lavorò presso il  Geological Survey of Canada.
Fu il primo grande geologo del Canada, e i suoi lavori pubblicati, principalmente riguardanti la grande diversità e abbondanza dei fossili di dinosauri in Alberta, favorirono la conoscenza al grande pubblico dei dinosauri della provincia dell'Alberta, rendendoli noti in tutto il mondo. Tra il 1880 e la prima guerra mondiale, i cosiddetti "cacciatori di dinosauri" di tutto il mondo andarono a cercare fossili nella provincia canadese. Lambeosaurus, un dinosauro dal becco d'anatra ben conosciuto, venne denominato in onore di Lawrence Lambe nel 1923.

## Descrizione dei dinosauri canadesi
Il lavoro di Lambe nel Canada occidentale iniziò nel 1897. Scoprì una gran quantità di nuovi generi e specie di dinosauri negli anni a seguire, e passò gran parte del suo tempo a preparare le gallerie dei fossili del Museo del Geological Survey. Nel 1902 descrisse i primi ritrovamenti, appartenenti a varie specie di Monoclonius. Due anni dopo descrisse il dinosauro cornuto Centrosaurus, poi nel 1910 fu la volta del corazzato Euoplocephalus. Successivamente descrisse Styracosaurus (1913), Gryposaurus (1914), Chasmosaurus (1914), Gorgosaurus (1914), Edmontosaurus (1917) e Panoplosaurus (1919). Ovviamente, Lambe non scoprì soltanto dinosauri: ad esempio, il coccodrillo Leidyosuchus, molto comune nei depositi cretacei dell'Alberta, venne descritto nel 1907. Oltre a ciò, studiò pesci del Devoniano, coralli paleozoici, insetti e piante del terziario, ma la sua fama si deve allo studio dei dinosauri canadesi.